# 等角圖形

長方體是等角圖形，這意味著長方體每個頂角的組成皆相同——三個矩形，且構成每個頂角的矩形兩兩之間夾角皆為直角（90度），所組成的多面角亦皆相等

在幾何學中，等角或稱點可遞是指所有頂角都相等的幾何圖形，更精確地說即該幾何圖形或形狀的頂點在其對稱性下皆為等價的，這意味著每個頂點都被相同的面以相同或相反的順序包圍，並且對應的面與面之交角擁有相同的角度。例如長方體是等角圖形，所以長方體每個頂點都由3個矩形所包圍，且矩形與矩形間的角度都是直角，並且此特性在長方體中的每個頂點上都是成立的。
等角又稱為點可遞代表其頂點在整個幾何結構的對稱性上是可以傳遞的。從技術上講，這種幾何結構的任何兩個頂點皆存在一個基於整個幾何結構之對稱性的幾何變換，能將這兩個頂點從其中一個變換到另外一個。以等角圖形長方體為例，長方體是點可遞圖形，代表長方體上任兩個頂點皆可以透過旋轉和平移將一個頂點變換到與另一個頂點重和的位置，且對應的頂角占有相同的空間區域。其他的表述包括了多胞形的自同構群作用在頂點上傳遞，或者說頂點位於同一個對稱軌道內。
等角這個術語長期以來一直用於多面體特性的描述。點可遞作為等角的同義詞較常用於對稱群和圖論的表述中。
此外，所有頂角看起來皆相同並不一定意味著該幾何結構為等角的幾何結構。例如異相雙四角台塔柱所有頂角看起來皆相同，但其並非等角立體。幾何結構是否等角還會跟其群特性有關。

## 等角多邊形
|                  |
|                  |
| 等角無限邊形     |
|                  |
|                  |
|                  |
|                  |
|                  |
|                  |
| 等角扭歪無限邊形 |

所有正多邊形、正無限邊形、星形正多邊形都是等角圖形。所有等角圖形的對偶圖形都是等邊圖形。
一些具有2種邊長交錯排列的偶數邊數的多邊形或無限邊形也是等角圖形，例如矩形。
所有平面的等角2n邊形具有二面體群對稱性，邊的中點之垂線為對稱軸。
| D2                                   | D3                                 | D4                                      | D7                                       |
| ------------------------------------ | ---------------------------------- | --------------------------------------- | ---------------------------------------- |
| 等角矩形和交叉矩形共用相同的頂點排列 | 等角六角星具有6個相同頂角和2組邊長 | 等角凸八邊形。 紅色線和藍色線為對稱軸。 | 具有一種頂角和兩組邊長的等角星形十四邊形 |

## 等角多面體和等角平面鑲嵌
|                       |
| 形變的正方形鑲嵌      |
|                       |
| 形變的 截角正方形鑲嵌 |

所有等角多面體和等角平面鑲嵌都只有一種頂角。若一個等角多面體的所有面都是正多邊形，則這個立體也是均勻多面體，且其頂點配置可以透過頂點周圍之面的種類的排列順序來表示。例如截半立方體皆由正多邊形的面組成，因此它是均勻多面體，且每個頂角周圍由三角形、正方形、三角形和正方形排列而成，頂點配置表示為3.4.3.4。均勻多面體的幾何扭曲變化變體也可以由頂點配置來給定。
| D3d, 12階    | Th, 24階               | Oh, 48階         | Oh, 48階     |
| 4.4.6        | 3.4.4.4                | 4.6.8            | 3.8.8        |
| ------------ | ---------------------- | ---------------- | ------------ |
| 形變的六角柱 | 形變的小斜方截半立方体 | 淺截角截半立方體 | 超截角立方體 |

等角多面體和等角平面鑲嵌可以分為以下幾類：
- 正多面體或正鑲嵌圖同時具備了等角（點可遞）、等面（面可遞）與等邊（邊可遞）的特性[10]，這意味著每個面都是同一種正多邊形。
- 擬正多面體或擬正鑲嵌圖同時具備了等角（點可遞）與等邊（邊可遞）的特性，但不具備等面（面可遞）的特性。[11][12]
- 半正多面體或半正鑲嵌圖是等角圖形（點可遞），其所有的面都是正多邊形，但不具備等面（面可遞）或等邊（邊可遞）的特性（定義因作者而異；例如有一些定義會排除具有二面體對稱性立體或非凸多面體）。[13][14]
- 所有面都是正多邊形的均勻多面體或均勻鑲嵌圖，例如：正多面體、擬正多面體或半正多面體。[15]
- 等面的半均勻多面體（Semi-uniform）。
- 等面的稀有多面體。[16]